# 스토커 (2002년 영화)
《스토커》(영어: One Hour Photo)는 2002년 개봉한 미국의 심리 스릴러 영화이다.

## 출연진
- 로빈 윌리엄스 - 사이 패리시 역
- 마이클 바탄 - 윌 요킨 역
- 코니 닐센 - 니나 요킨 역
- 게리 콜 - 빌 오언스 역
- 에리크 라샐 - 제임스 밴더지 역
- 클라크 그레그 - 폴 아우터브리지 형사 역
- 폴 H. 김 - 요시 아라키 역
- 에린 대니얼스 - 마이아 버슨 역
- 딜런 스미스 - 제이크 요킨 역
- 짐 래시 - 아마추어 포르노 제작자 역
- 닉 서시 - 수리공 래리 역

## 우리말 녹음
MBC 성우진
- 박일 - 사이(로빈 윌리엄스)
- 박선영 - 니나 요킨(코니 닐센)
- 이윤연 - 윌 요킨(마이클 바탄)
- 우정신 - 제이크 요킨(딜런 스미스)
- 최상기 - 빌 오언스(게리 콜) / 호텔 직원(피터 매켄지)
- 손원일 - 요시 아라키(폴 H. 김)
- 이승환 - 손님(짐 래시)
- 양희문 - 형사(에리크 라샐)
- 유은숙 - 마이아(에린 대니얼스)
- 김두희 - 축구 코치(지미 슈버트) / 경찰(앤드루 A. 롤페스)
- 양준건 - 폴(클라크 그레그) / 경찰(카먼 모미노)
- 류승곤 - 직원(데이브 잉퍼)
- 유상우 - 종업원(리 갈링턴)
- 한경화 - 간호사(지나 윌슨)